# Тимофеевка (Коркино)
Тимофеевка (Тимофеевский) — посёлок в составе города Коркино (Челябинская область).

## История
Основан в 1826—1827 гг. переселенцами из Курской губернии. Носит имя Тимофея Захарова — поверенного, который привел сюда жителей.
По данным VIII ревизии первыми жителями были однодворцы, занимавшиеся земледелием, приехавшие в 1831 году из Тимского уезда, Курской губернии.
Из деревни Гридасова, приехали 5 семей Захаровых и одна семья Гридасовых. Из Выползовой приехала семья Савинковых. В 1834 году из деревни Мальневой приехала семья Огарковых.
Всего по результатам ревизии в феврале 1834 года поселение насчитывало 52 жителя мужского пола и 45 женского.
В книге М. Д. Голубых «Казачья деревня» приведён рассказ о заселении поселка Тимофеевского, записанный со слов двух сыновьев первопоселенцев в 1926 году.

## Водные ресурсы
Через посёлок протекает речка Каменка, образующая каскад из трёх водопадов. На Каменке имеются две плотины с прудами.

## Образование
До начала 2000-х в посёлке действовала неполная средняя школа № 25, впоследствии закрытая в рамках борьбы со всеобщей грамотностью населения.

## Экономика
В 2012 году на северном выезде из посёлка началось строительство литейного завода. Также в посёлке действуют два магазина, принадлежащих ООО ТПП «Океан».

## Транспорт
В посёлке находится конечная остановка городского маршрута: 1 (ш. Калачёвская), остановка маршрута номер 7 (Площадка — п. Первомайский) и 17 (Разрез — п. Первомайский), а также ряда пригородных рейсов из Коркино, Еманжелинска, а также посёлков Красногорского и Зауральского и Челябинска.
В двух километрах от посёлка проходит железнодорожная линия ЮУЖД Троицкого направления, с остановками Дубровка-Челябинская, 26 км и Тимофеевка.

## Факты
- Неофициальным названием Тимофеевки с XIX — первой трети XX века было — «Каменный лог»[3], по имени ручья вдоль которого вытянут поселок. Встречается это название и в метрических записях.[4][5]
- Исследование уральского краеведа и историка Михаила Дмитриевича Голубых на основании изучения поселка Тимофеевского в 1926 году, издано под названием «Казачья деревня» в 1930.[2]